# 倪嵩
倪嵩（1494年—1577），字中卿，號南亭，直隸太平府當塗縣人，匠籍，明朝政治人物。

## 生平
嘉靖四年（1525年）乙酉科應天府鄉試第一百名舉人。嘉靖八年（1529年）中式己丑科會試第二百七十八名，登第三甲第一百三十四名進士。任太常寺博士，十二年六月選廣西道監察御史，十六年巡按貴州。升大理寺右寺丞，二十九年二月升本寺右少卿，三十年三月升左少卿，三十一年七月升都察院右佥都御史，三十二年七月升左副都御史、协理院事，三十三年五月升户部右侍郎，三十四年留言晋左侍郎，九月官至南京都察院右都御史，三十六年四月因病致仕。隆庆二年（1568年）得荐起用，不久引年乞休，诏进一阶致仕。万历五年（1577年）闰八月二十四日卒。

## 事跡
倪嵩為御史出按貴州期間，以黔省鄉試附於雲南，士子苦於長途跋涉，特疏為黔設場屋。於是嘉靖十六年（1537年）丁酉科起，始行貴州鄉試。

## 家族
曾祖倪泰；祖父倪讓；父倪璋。前母李氏；母蔣氏。慈侍下。